# Золоті ворота (Київ)
Золоті́ воро́та — головна брама стародавнього Києва, пам'ятка оборонної архітектури Русі, одна з найдавніших датованих споруд Східної Європи, символ Києва. Свою назву одержали за аналогією із Золотими воротами в Константинополі (Царгороді).
Історик Микола Закревський назвав Золоті ворота: «дорогоцінним залишком давньої величі й слави Києва».

## Спорудження та архітектура

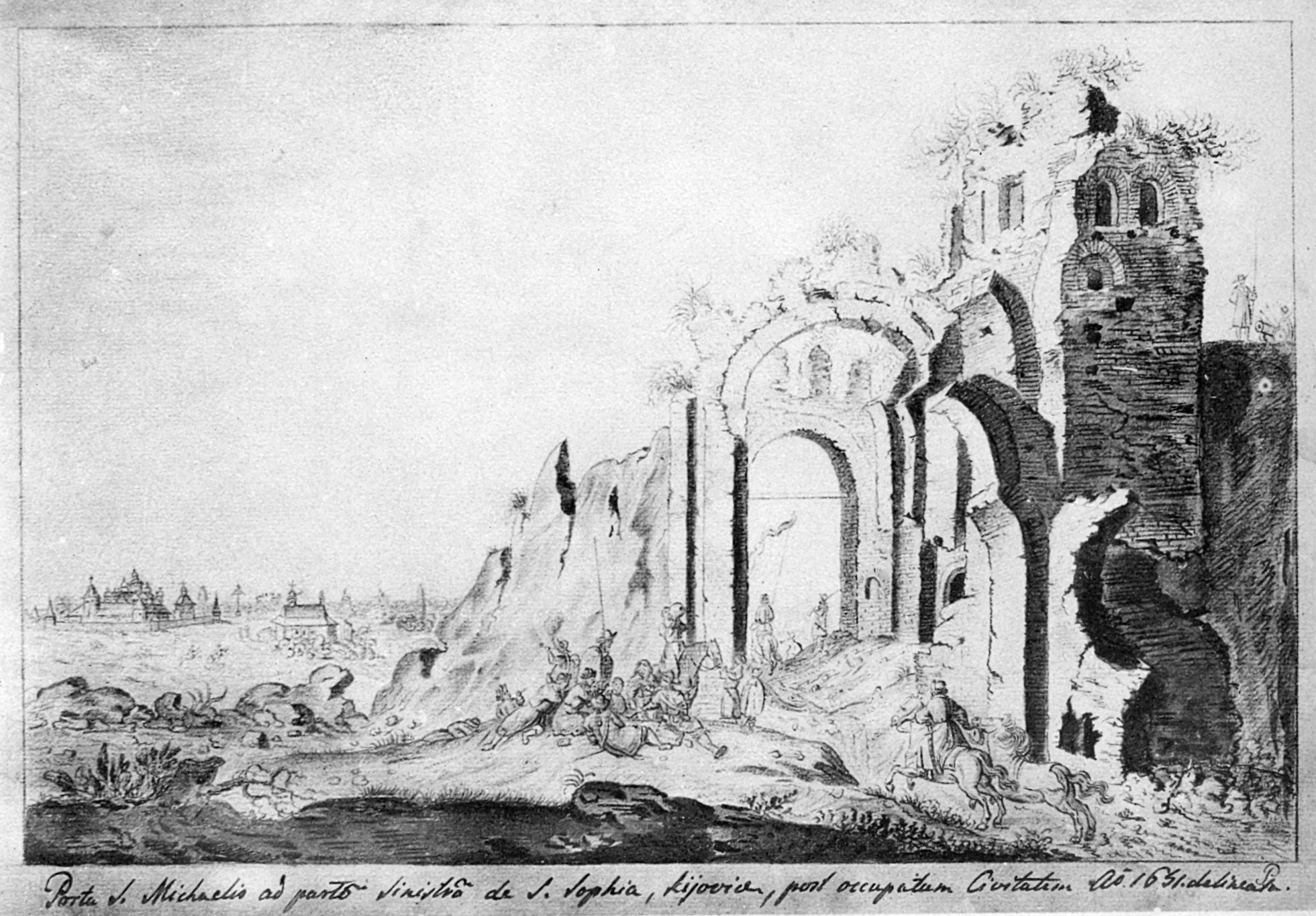
Золоті ворота, 1651 рік, Абрагам ван Вестерфельд

Про будівництво Золотих воріт згадується в літописі під 1037 роком[а]:
|  | Заложив Ярослав город — великий Київ, а в города сього ворота є Золоті. Заложив він… потім церкву на Золотих воротах, кам'яну, Благовіщення святої Богородиці |

Таким чином через ці ворота до міста мали приходити «благі вісті».
Найбільш імовірна дата спорудження воріт 1017–1024 рр. Тому, що на 1037 рік уже є записи про спорудження багатьох будівель «міста Ярослава»: Золоті ворота, Софійський собор, церква Святої Ірини та інші. За один рік стільки будівництв не могло б бути виконаним, адже Київ був заселеним не дуже густо (30 000 людей)[б]. Можливо, що в літописі згадується будівництво за останні майже 30 років перед 1037 роком, тоді Золоті ворота могли з'явитися і за часів Володимира Святославовича.
Перша згадка про Золоті ворота Києва міститься 1018 року у польській хроніці Аноніма Галла (початок ХІІ ст.). У ній розповідається про війну за владу Святополка, якого підтримував тесть — польський князь Болеслав I Хоробрий — з Ярославом Мудрим. 14 серпня 1018 року вони взяли Київ і Болеслав ударив мечем об Золоті ворота на знак захоплення міста. Від удару меч вищербився, звідси його назва — «Щербець». Потім цей меч зберігався у Гнезні (першій столиці Польського королівства) і став одним із символів Польщі.
Захист «міста Ярослава» полягав і у використанні наявних природних перешкод — схили гір, яри, болота. Золоті ворота були споруджені у місці, де незначний перепад висот потребував додаткових укріплень — неподалік було поле, що робило цю територію більш вразливою для ворогів. Цей в'їзд до міста був парадним, а отже й найбільш важливими — через ці ворота прибували до міста посли інших держав[в]. Тому тут були подвійні оборонні рови. Це була бойова башта із проїздом, із надбрамною церквою[г].
Система укріплень тогочасного Києва мала троє воріт Золоті, Лядські та Жидівські (Львівська брама). Кам'яними були тільки Золоті і для свого часу були неприступними — жодної згадки про вторгнення через них не було зафіксовано, навіть хан Батий не пробував брати місто через них, а зосередив свої сили біля Лядських воріт та фортифікацій Хрещатої долини.
На фасаді Золотих воріт мало бути зображення Богородиці — ймовірно фреска чи мозаїка. Про існування цього зображення свідчить літописний запис від 1151 року, у якому було згадано переговори Ізяслава Мстиславовича з послом Юрія Долгорукого поблизу Золотих воріт і те, що Великий князь озирнувся на святу Богородицю і сказав:
|  | А їй нас судити, Пречистій Владичиці, із Сином своїм і Богом нашим, у сей вік і в будучий |

Це зображення не збереглося. У 2016 році на фасаді павільйону-реконструкції воріт з боку міста встановлено сучасну мозаїчну ікону «Богородиця Нікопея». Автор — худ. Л. Тоцький, наук. консультант — д.і.н. Н. Нікітенко.

## Історія пам'ятки

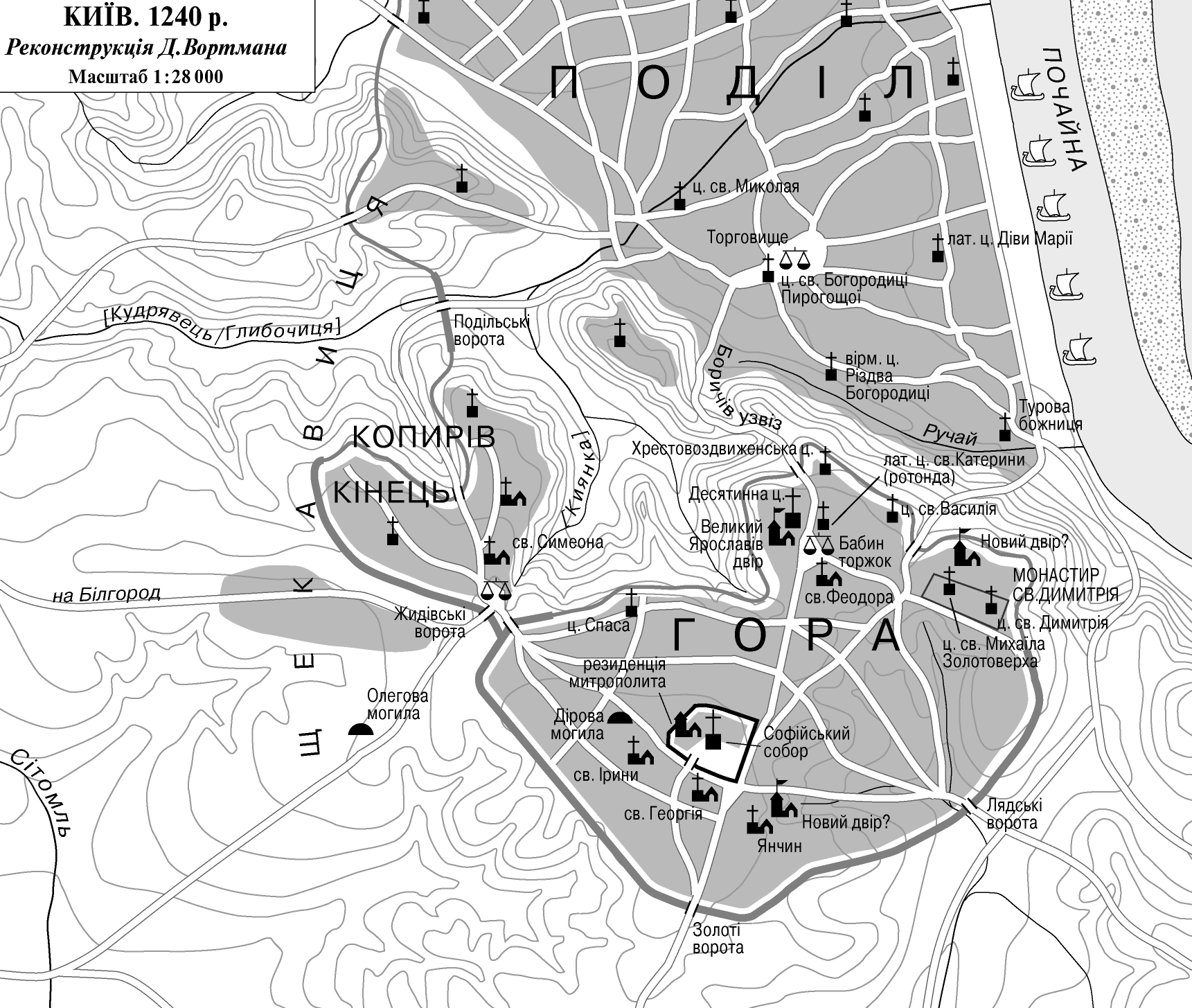
Золоті ворота в системі укріплень Стародавнього Києва (унизу, підписані), реконструкція на 1240 рік.

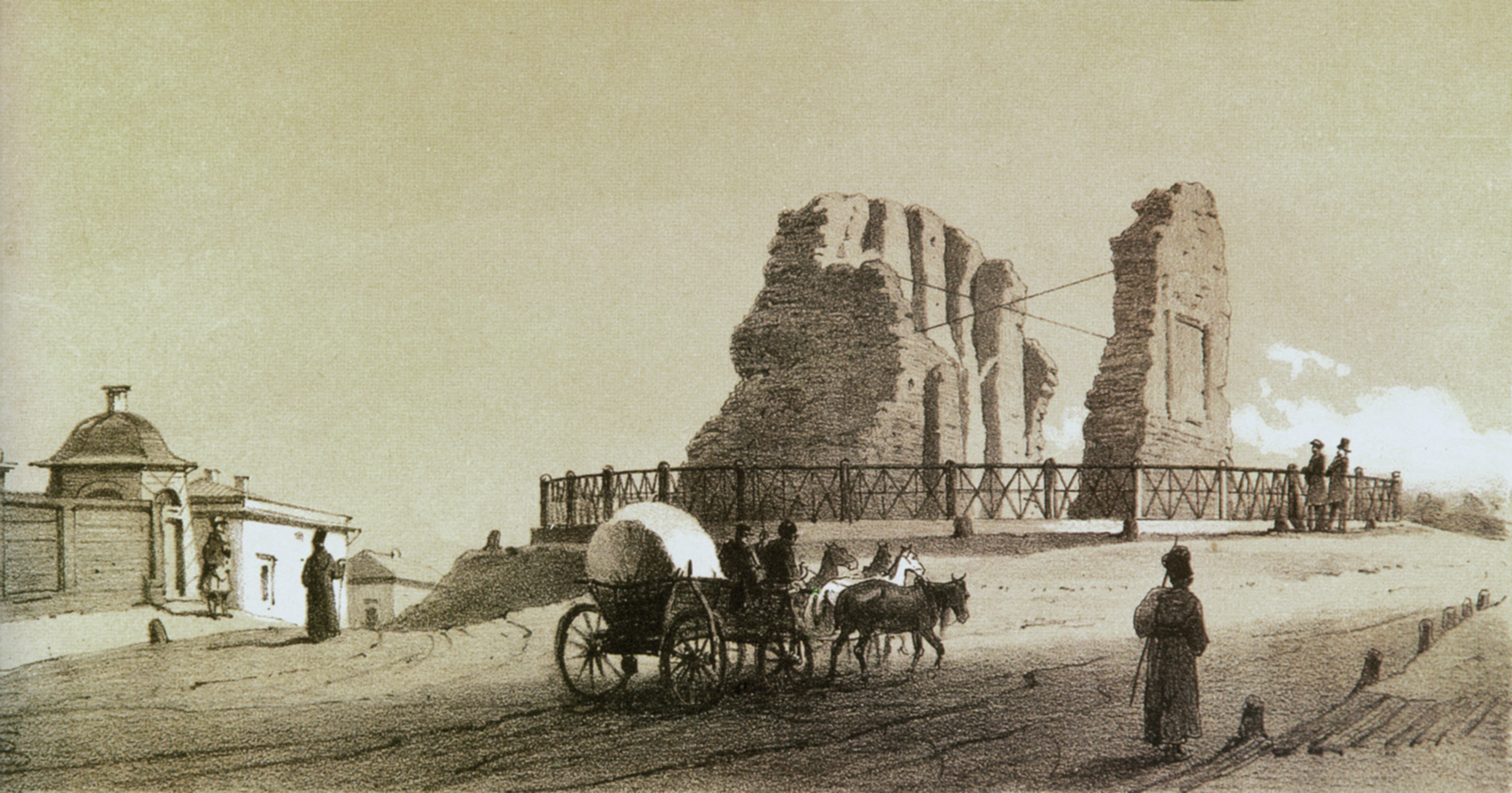
Золоті ворота (літографія Василя Тімма, 1858)

Золоті ворота були одними з трьох великих міських воріт, споруджених при Ярославі Мудрому. Будівництво воріт разом із Софійським собором згадується в «Повісті временних літ» у 1037 році. Золоті ворота не згадуються у писемних джерелах у період після грудня 1240 року (монгольська навала) до XVI століття. Джерела XVI—XVII століть уже свідчать, що ворота перебувають у напівзруйнованому стані. Мартін Ґруневеґ, львівський купець та мандрівник, писав 1584 року:
|  | Золоті ворота ще стоять, але переважна частина їх поруйнована… |

Про це свідчать і малюнки голландського художника Абрагама ван Вестерфельда (1651). Золоті ворота за його часів ще мали арки, у проїзду було склепіння й збереглися рештки надбрамної церкви. Відомо, що у 1648 році саме біля Золотих воріт вітали Богдана Хмельницького після перемоги над польським військом. Зважаючи на потребу захисту Києва від ворогів — спершу поляків, потім турків — у середині XVII ст. почалася реконструкція фортифікаційних споруд міста. Вали ввійшли до основи Старокиївської фортеці — дерев'яні оборонні споруди розібрали, земляні вали досипали і встановили гармати на верхніх майданчиках. Перед Золотими воротами було збудовано земляні бастіони й у них розмістили гарнізонну варту. Таким чином Золоті ворота служили для захисту міста у складі фортеці до середини XVIII століття, коли їх було визнано як небезпечні й засипано землею, щоб уберегти від руйнування.
З 20-х років XIX століття розпочалося археологічне дослідження Києва. Розкопку Золотих воріт було проведено у числі перших, і здійснено це було «складчиною з любителів священних старожитностей» (за підпискою). Оскільки 1832 року царем Миколою I руїни пам'ятки було визнано як «варті збереження», на їхні розкопки почали виділяти державні кошти із 1833 року. Дозвіл на археологічні розкопки надав київський генерал-губернатор Василь Левашов, а ініціатором виступив Кіндрат Лохвицький, археолог-аматор і чиновник з особливих доручень при генерал-губернаторові.
Стан воріт значно погіршився за час перебування під землею. Було розкрито дві паралельні стіни, довжина яких становила 25 метрів (східний пілон) і 13 метрів (західний), а висота була близько 8 метрів. Сім пар пілястр було нараховано на внутрішніх поверхнях стін проїзду, а простір між пілястрами було прикрашено невеликими двоступінчастими нішами. Мурування воріт є схожим до Софійського собору — було використано змішану техніку («opus mixtum»), коли чергуються різні за розміром природні камені з рядами цегли (плінфи).
25 червня 1834 року (на день народження імператора) відбулося урочисте відкриття Золотих воріт — вони були освячені і «вілюміновані».
Для збереження пам'ятки були потрібні заходи. Протягом 1835—1836 рр. верхню частину стін було залито вапняним розчином, а на руїни поклали дерен. 1837 року інженер Ф. Мєхович звів контрфорси біля східної стіни і з'єднав стіни залізними в'язями із кільцями.
Згодом провадилися роботи з укріплення руїн: на окремих ділянках зроблено ремонт стародавньої кладки, зведено контрфорси, влаштовано металеві зв'язки, територію навколо залишків пам'ятки оточено чавунною огорожею. У такому вигляді Золоті ворота дійшли до нашого часу. Однак від атмосферних опадів пам'ятка руйнувалася й далі, що надзвичайно непокоїло вчених. У 1970-ті роки було прийнято рішення звести над залишками павільйон, який не тільки захищав би їх, а й відтворював первісний вигляд споруди.

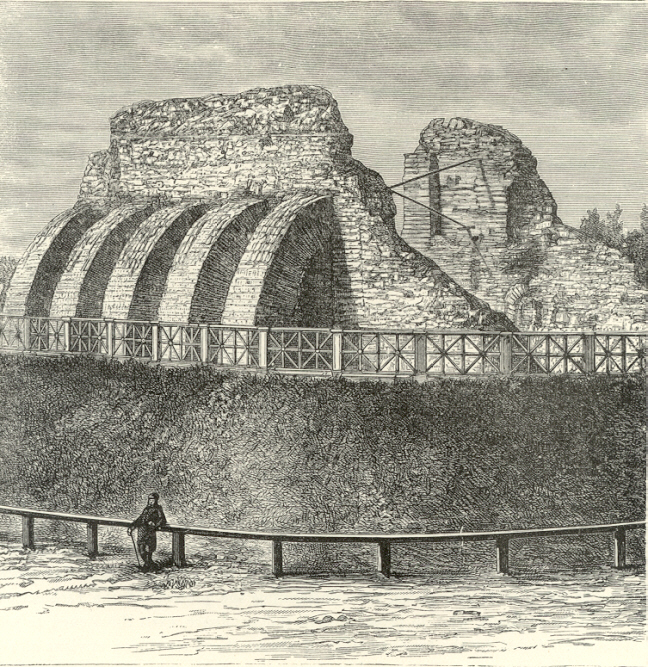
Золоті ворота, 1870-ті роки[д]
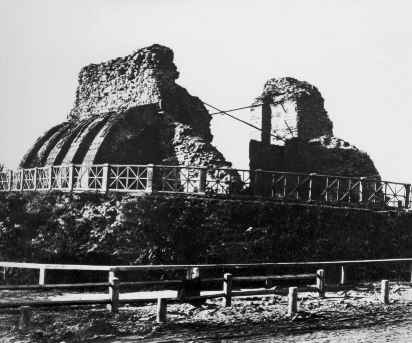
Золоті ворота, 2 половина XIX ст.
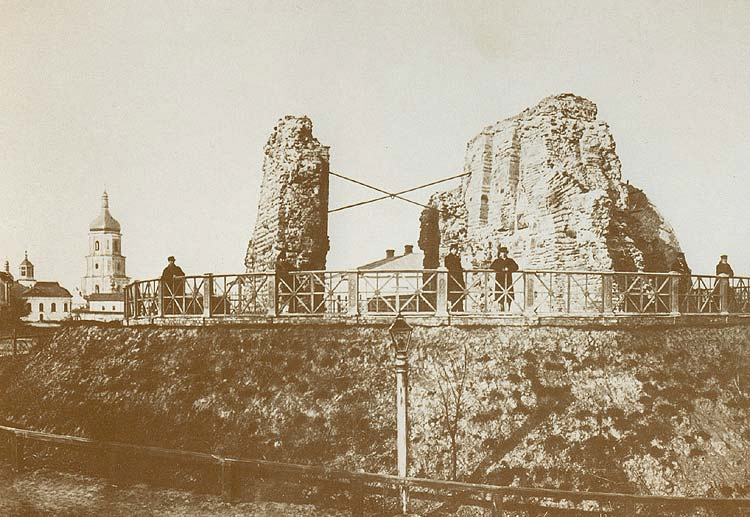
Золоті ворота, кінець XIX сторіччя
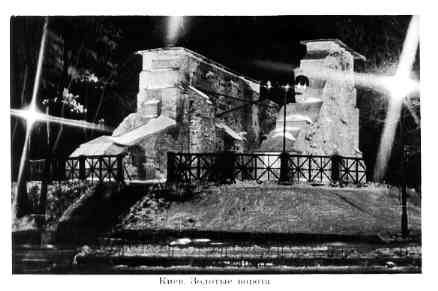
Золоті ворота на фото середини XX сторіччя
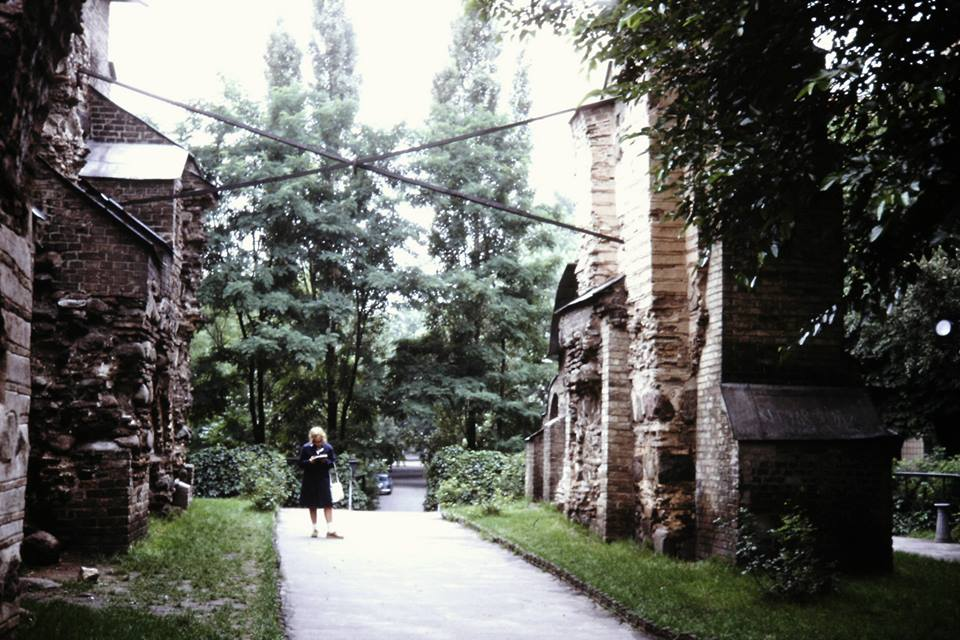
Золоті ворота на фото 1971 року

### Вигляд воріт
Достеменно невідомо який вигляд мали ворота. За дослідженнями ширина головного об'єму становила 10,5 м, висота 13,36 м, довжина 17,65 м.

## Надбрамна церква
Окрім згадки про будівництво церкви над проїздом Золотих воріт у літописі, вона згадується і у «Слові про закон і благодать» митрополита Іларіона:
|  | Віддав людей своїх і град святій, всеславній, скорій на поміч Християнам, Святій Богородиці. Їй же і церкву на Великих воротах створив в ім'я першого, градського свята Благовіщення[ґ] |

Надбрамна церква мала служити «небесному захисту міста», але була й звичайним храмом — тут мали молитися прибулі до міста.
У 1584 році Мартин Груневег, описуючи Золоті ворота, зазначив, що «…Зверху над нею збудована каплиця — за звичаєм русинів…». Як випливає з малюнків Абрагама ван Вестерфельда, що датуються 1651 роком, від церкви на воротах на той час збереглися лише руїни. Водночас, Павло Аллепський 1643 року описував «руїни високої брами з кам'яною баштою».

### Реконструкція церкви
Надбрамну церкву відтворено у вигляді тринавного чотиристовпного однобанного храму. В архітектурному декорі фасадів використано орнаменти з цегли, властиві для давньоруських будівель того періоду. Підлогу храму прикрашено мозаїкою, малюнок якої виконано за мотивами стародавньої підлоги Софії Київської.
При реконструкції пам'ятки відтворено відрізки валів, що примикали до вежі. Із зовнішнього боку вони мають обдерновані укоси. По верху валу проходять дерев'яні заборола. На торцях умовно показано внутрішньовалові конструкції. З боку міста на фасаді можна побачити складські приміщення, розташовані в давнину в крайніх зрубах валу. Всередині відновлених відрізків валу міститься експозиційне приміщення музею Золоті Ворота й сходи, що ведуть на гребінь, звідки видно чудову панораму міста.

## Музей Золоті Ворота
Всередині реконструйованого павільйону Золотих Воріт розташовано експозицію присвячену історії будівництва, існування та реконструкції головної брами стародавнього Києва. Найголовнішою частиною її є залишки стін Воріт, що збереглися до нашого часу. Збудовані в XI ст., зруйновані, в XVII ст. закопані. 1832 року К. Лохвицький провів археологічні розкопки Золотих воріт. Й до 1982 року, коли було збудовано павільйон, стіни стояли просто неба.
До стін першої половини XI століття в окремих місцях примикає пізніша кладка, виконана також у «змішаній» техніці, але вона дещо різниться від первісної товщиною плінфи і кольором розчину. Це сліди ремонту воріт, проведеного у 12 ст. Всередині павільйону добре видно бокові стіни проїзду, що примикали в давнину до валу і були позбавлені декоративного оброблення. На них видно відбитки колод внутрішньовалових конструкцій, що складалися з великого й малого зрубів, до яких входило 9 клітей з товстих колод і заповнених землею. З боку поля перед воротами проходив рів заввишки 15 метрів і завглибшки 8 метрів. Сліди цього рову можна побачити сьогодні у перепаді рівня Золотоворітського проїзду.
У 2006 році музей був закритий, а стіни і грати цінної культурної пам'ятки столиці понівечені численними графіті. Золоті Ворота перебували у аварійному стані. З 2009 року музей відремонтували і знову відкрили для відвідувачів.

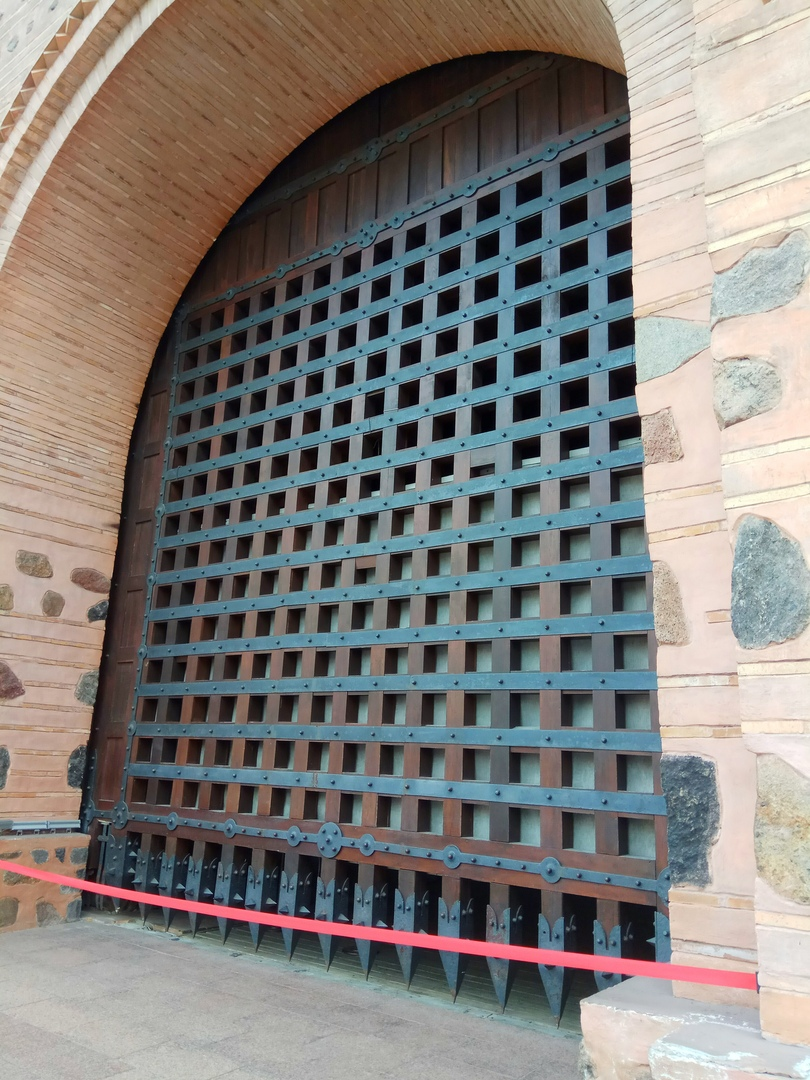
Герса
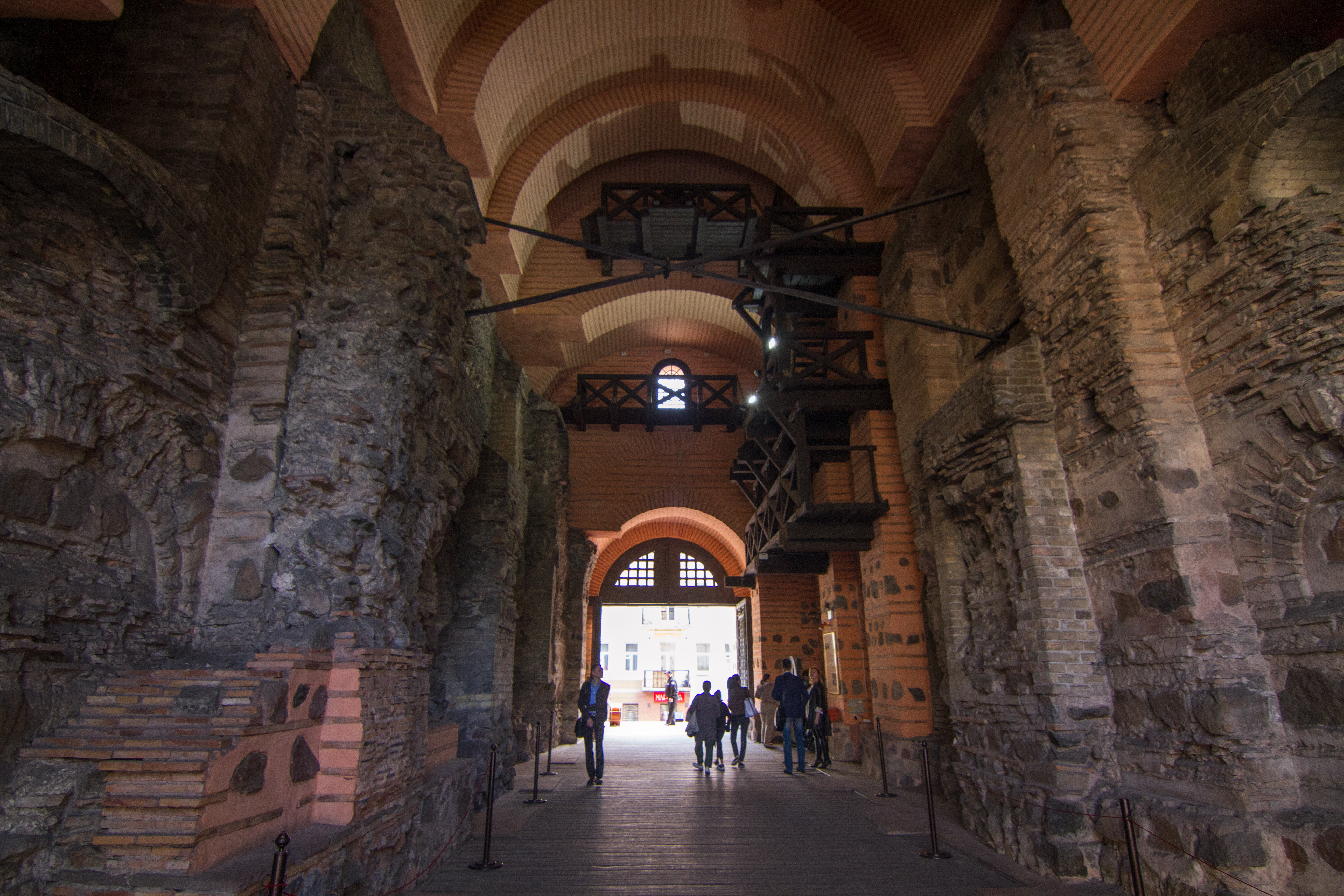
Фрагменти старовинних конструкцій
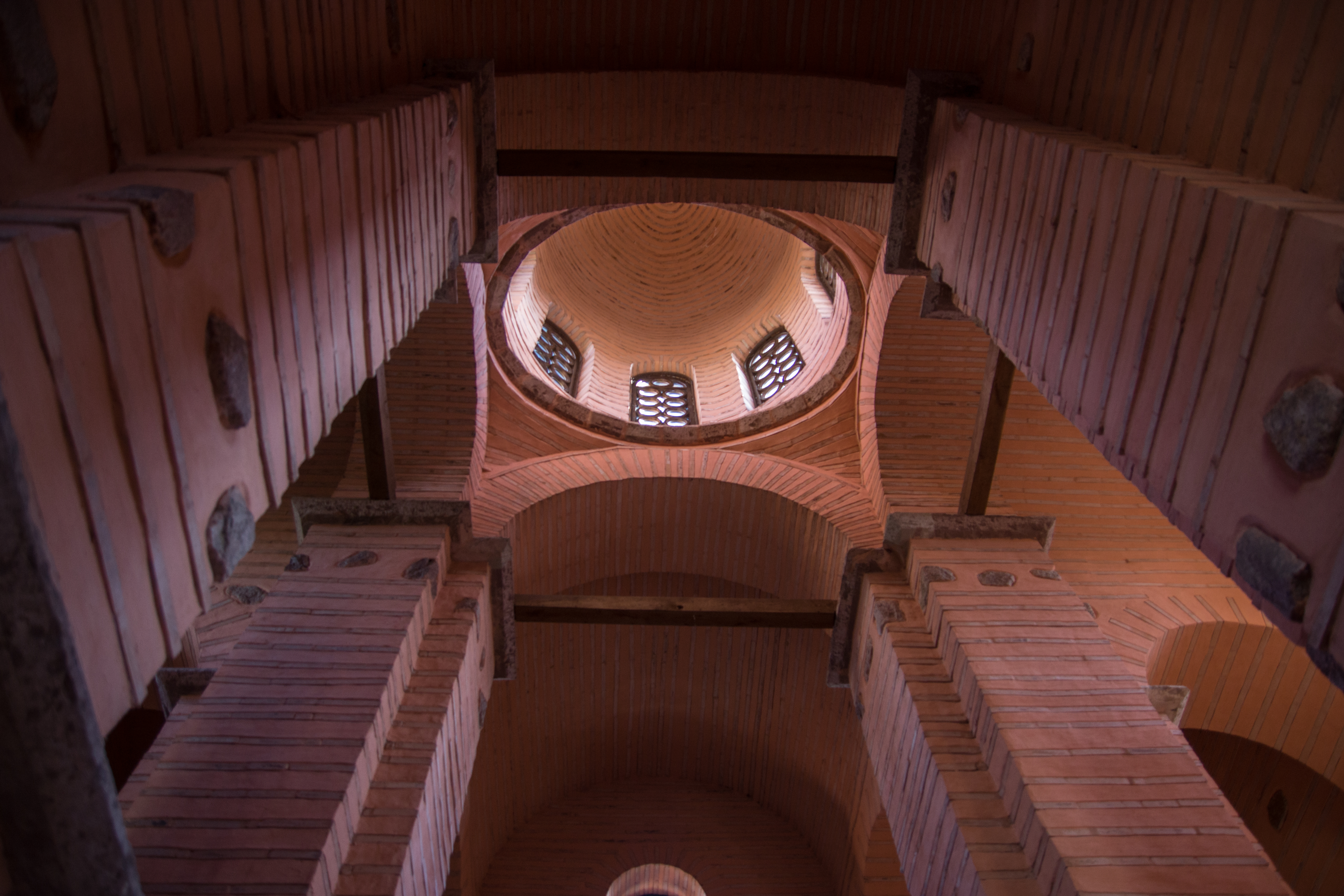
Інтер'єр
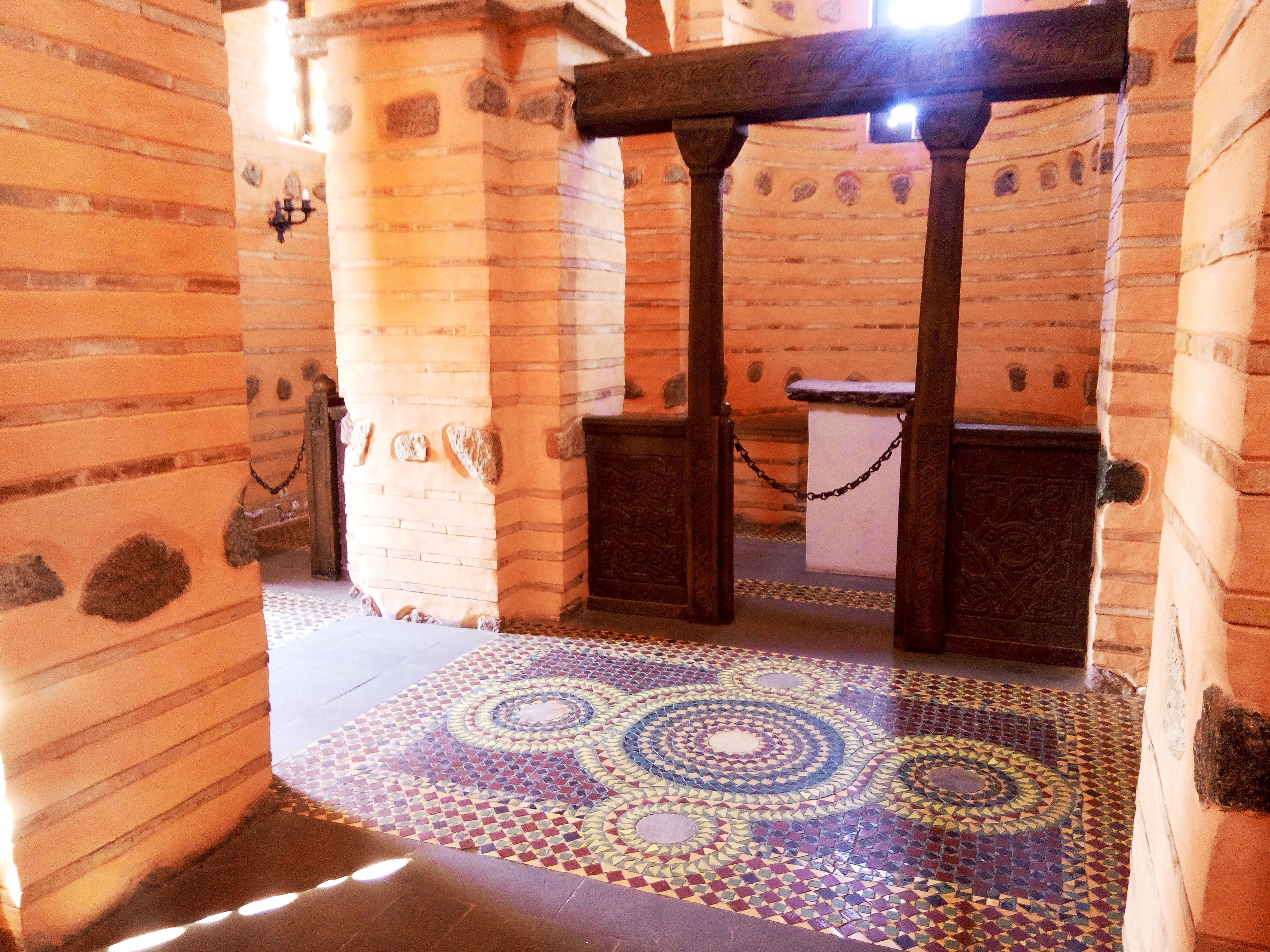
Вівтар на верхньому ярусі
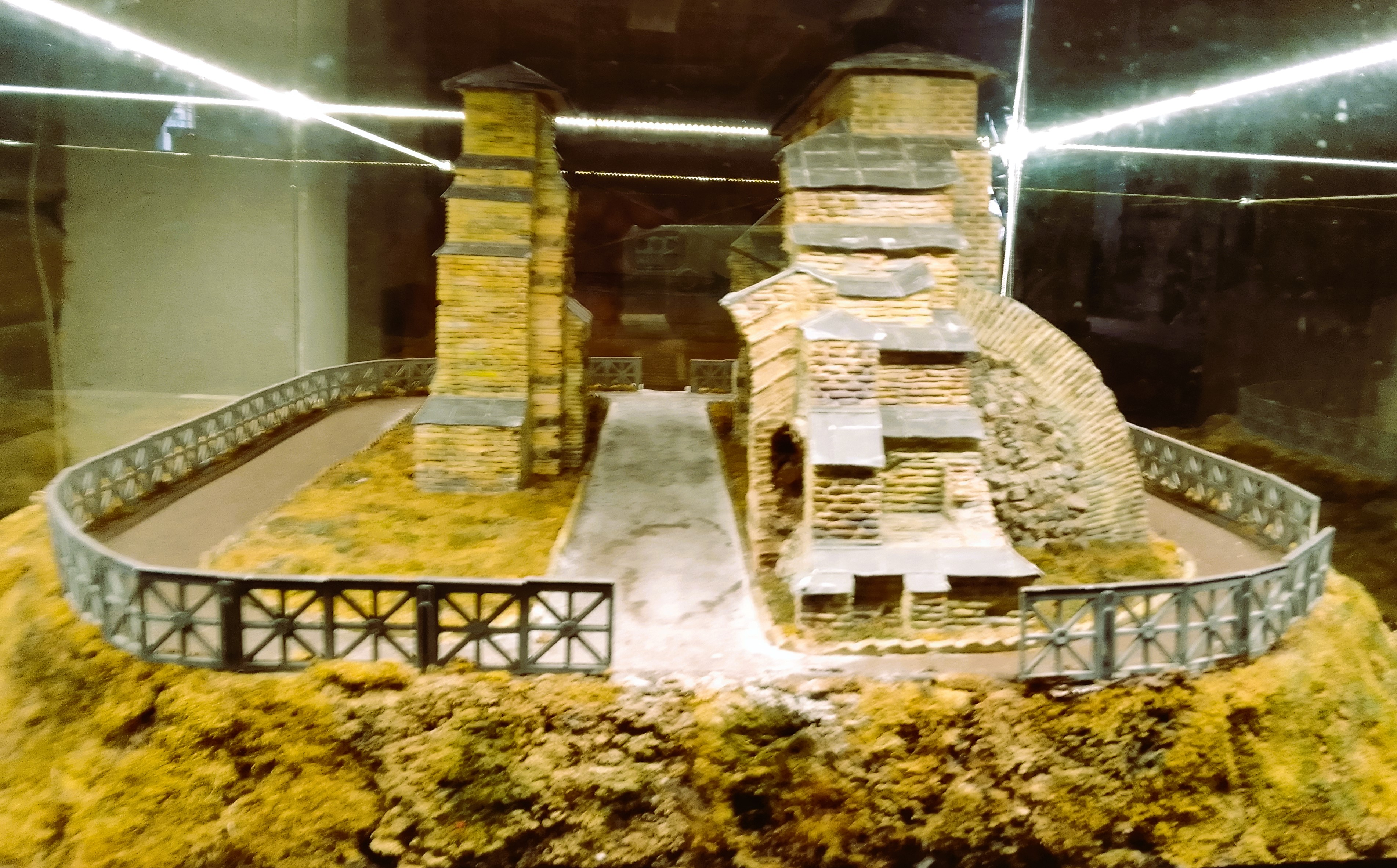
Макет вцілілих решток
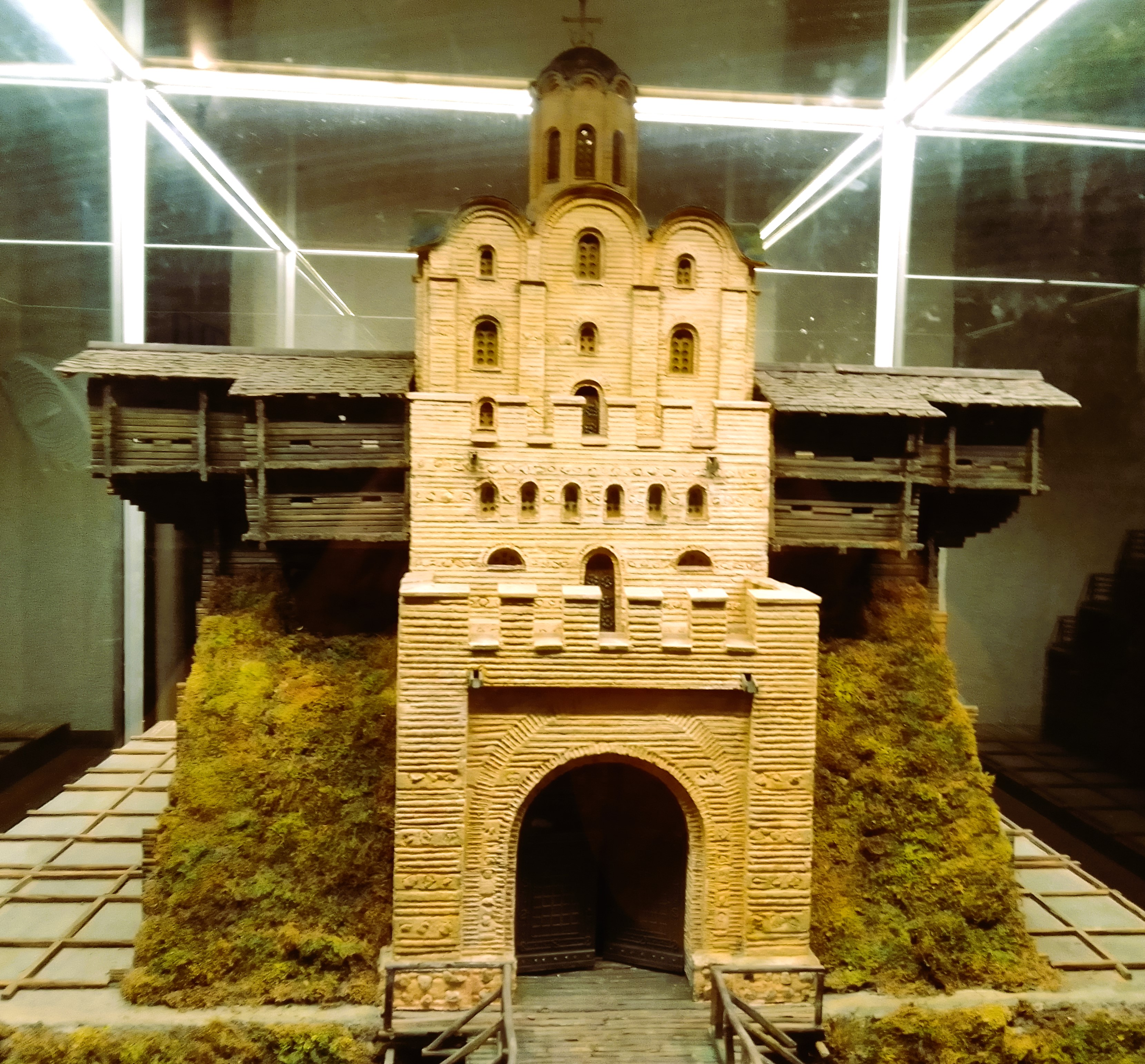
Макет павільйону

### Спорудження
У квітні 1982 року з нагоди Святкування 1500-річчя Києва над руїнами Золотих воріт звели павільйон у давньоруському стилі (автори реконструкції — реставраторка Євгенія Лопушинська з «Укрпроєктреставрації», дослідник давньоруської архітектури Микола Холостенко з «Київпроєкту», археолог Сергій Висоцький з Інституту археології АН УРСР). З обох боків брами відтворили фрагменти валу з дерев'яним укріпленням. З півдня поставили двостулкову браму і міст. З півночі, з боку «міста Ярослава», відтворили герсу, опускні дерев'яні ґрати. Усередині будівлі розмістили музей брами. Поруч впорядкували Золотоворітський сквер, в якому значно пізніше, 1997 року, поставили пам'ятник Ярославу Мудрому, створений за ескізом скульптора Івана Кавалерідзе. Урочисте відкриття Золотих воріт відбулося 20 травня 1982 року.

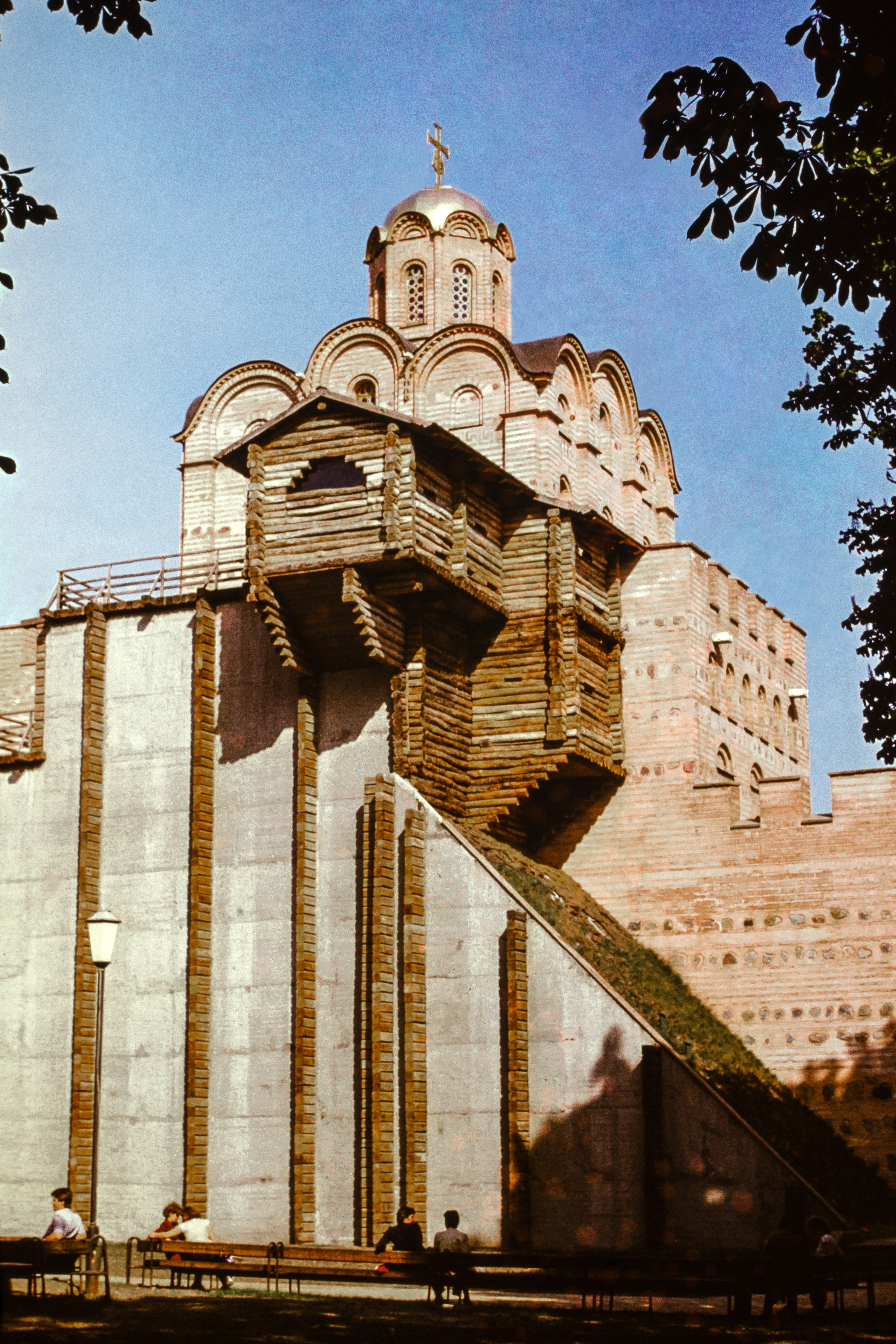
1980-ті
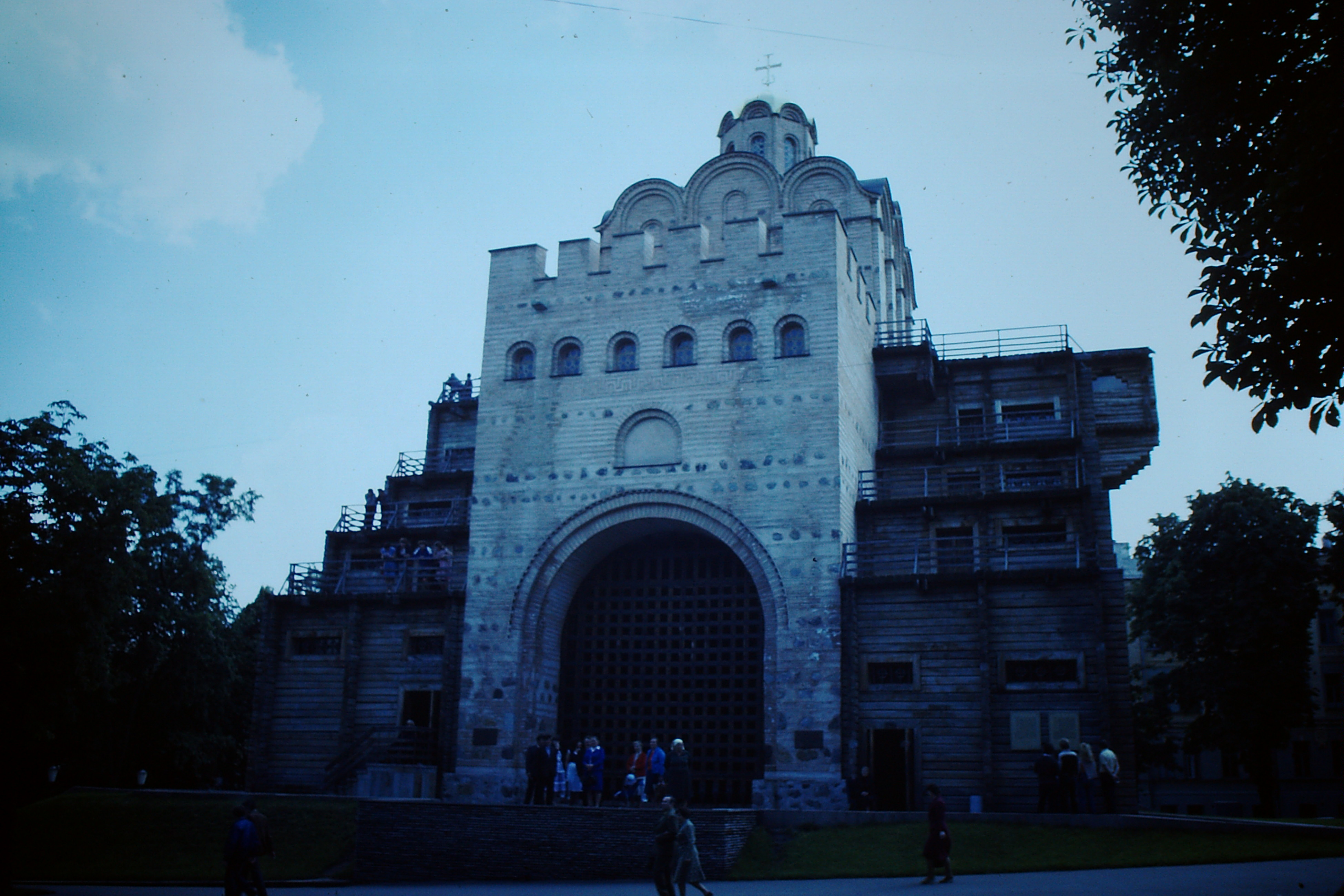
1984
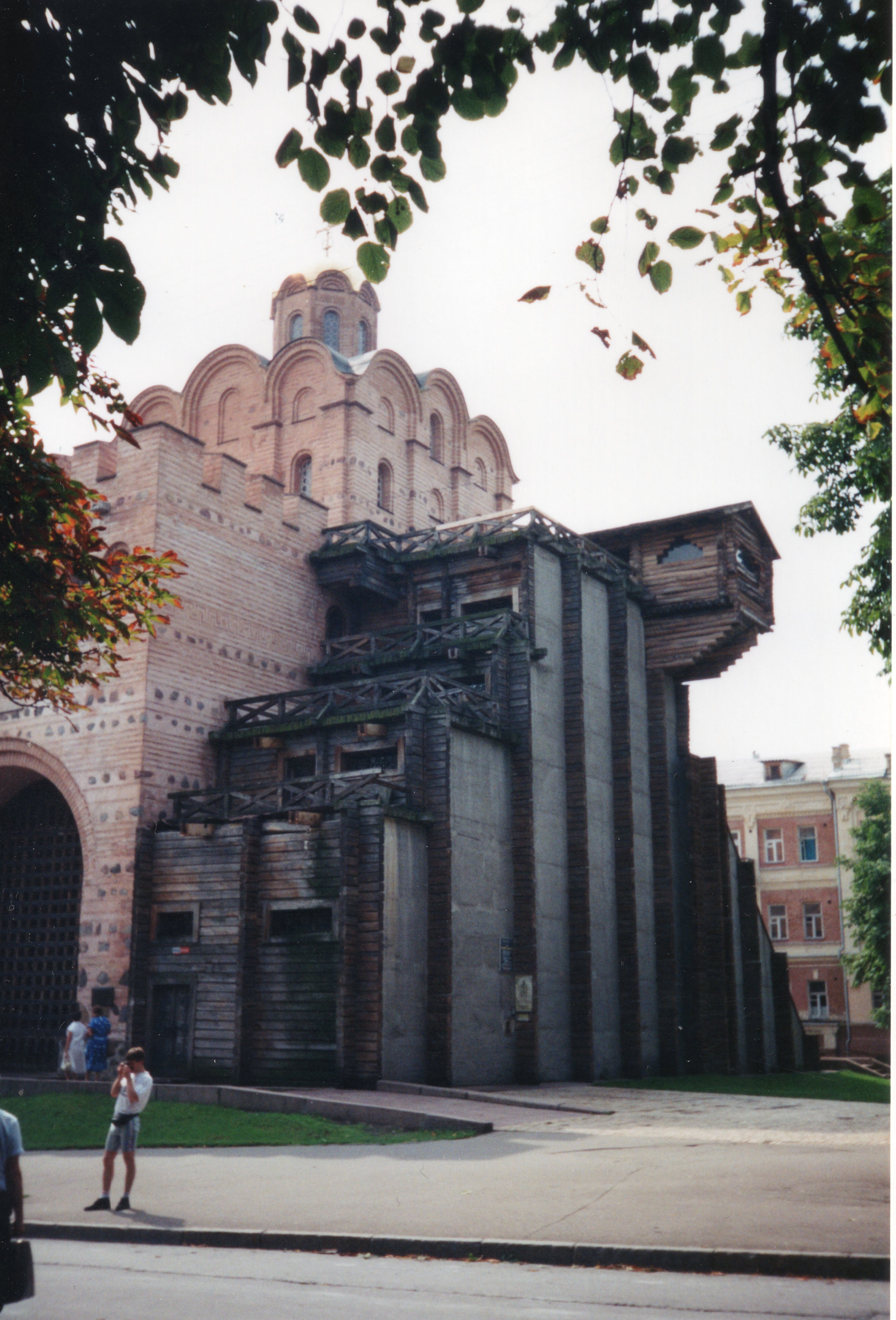
1992
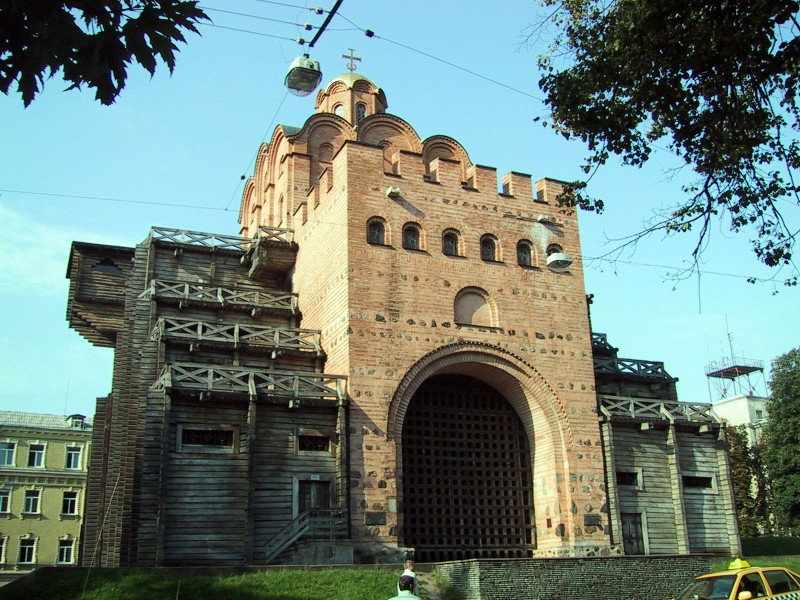
2001
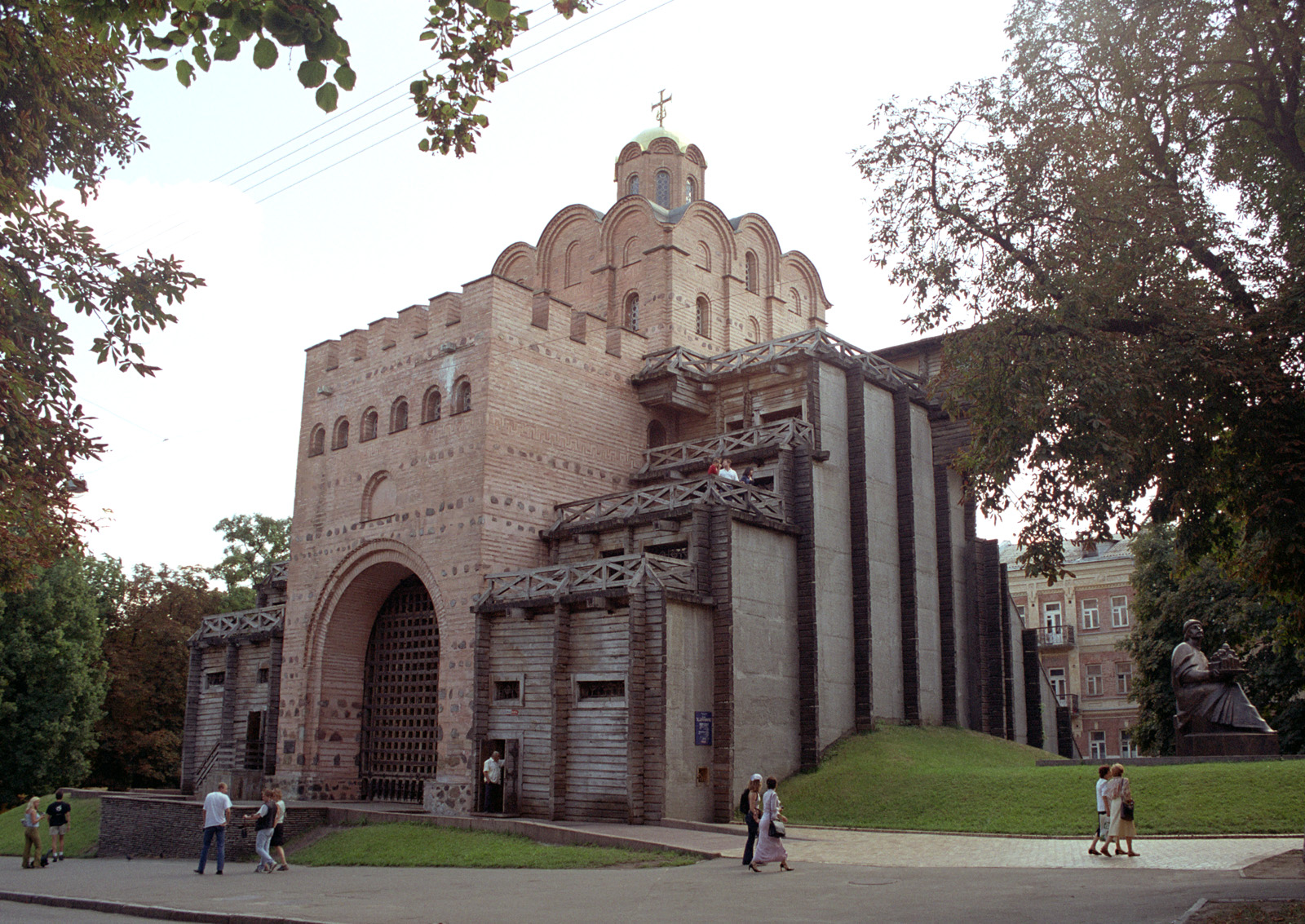
2001
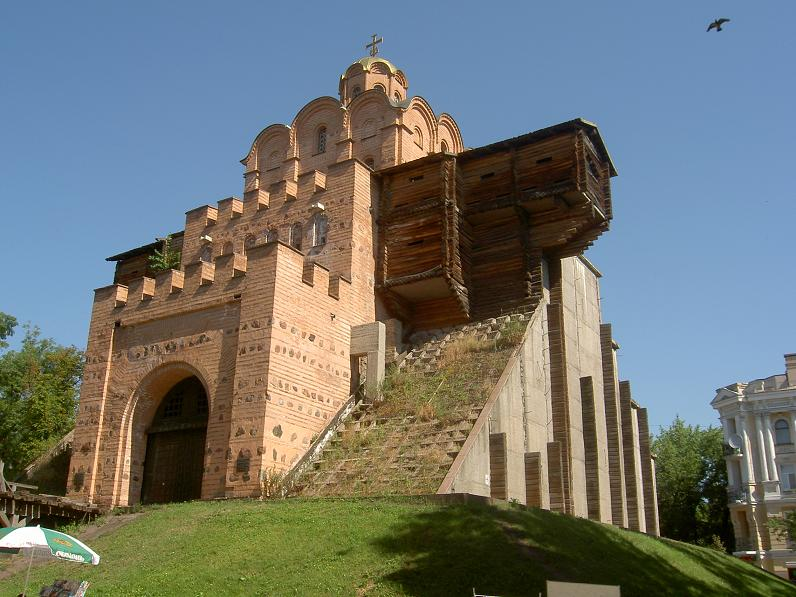
2005

Однак через неякісні роботи була проведена реставрація, що почалася в 2002 році, добігла кінця через п'ять років з подальшим урочистим відкриттям 5 грудня 2007 року за участі президента України Віктора Ющенка та Київського міського голови Леоніда Черновецького.

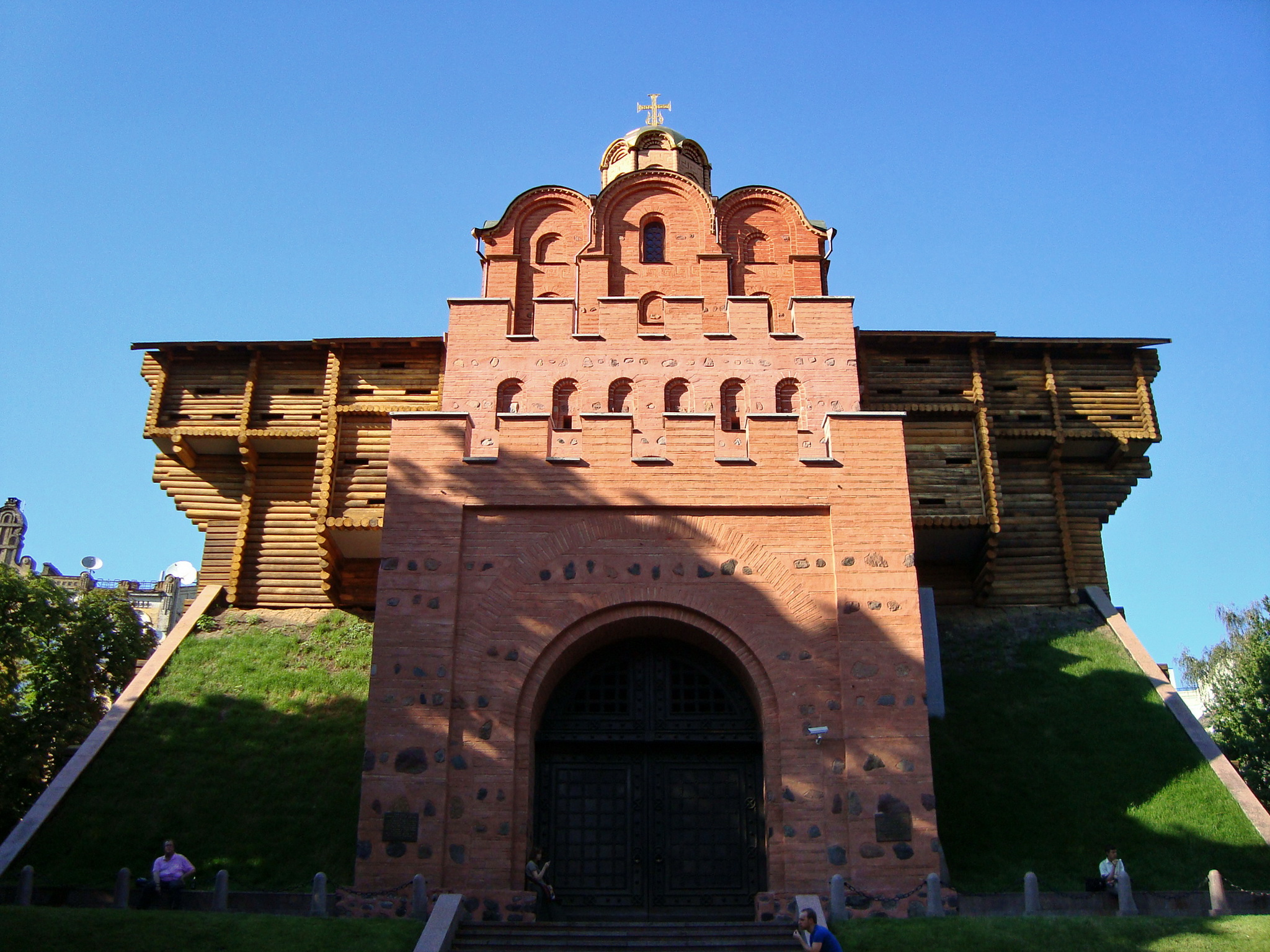
2008
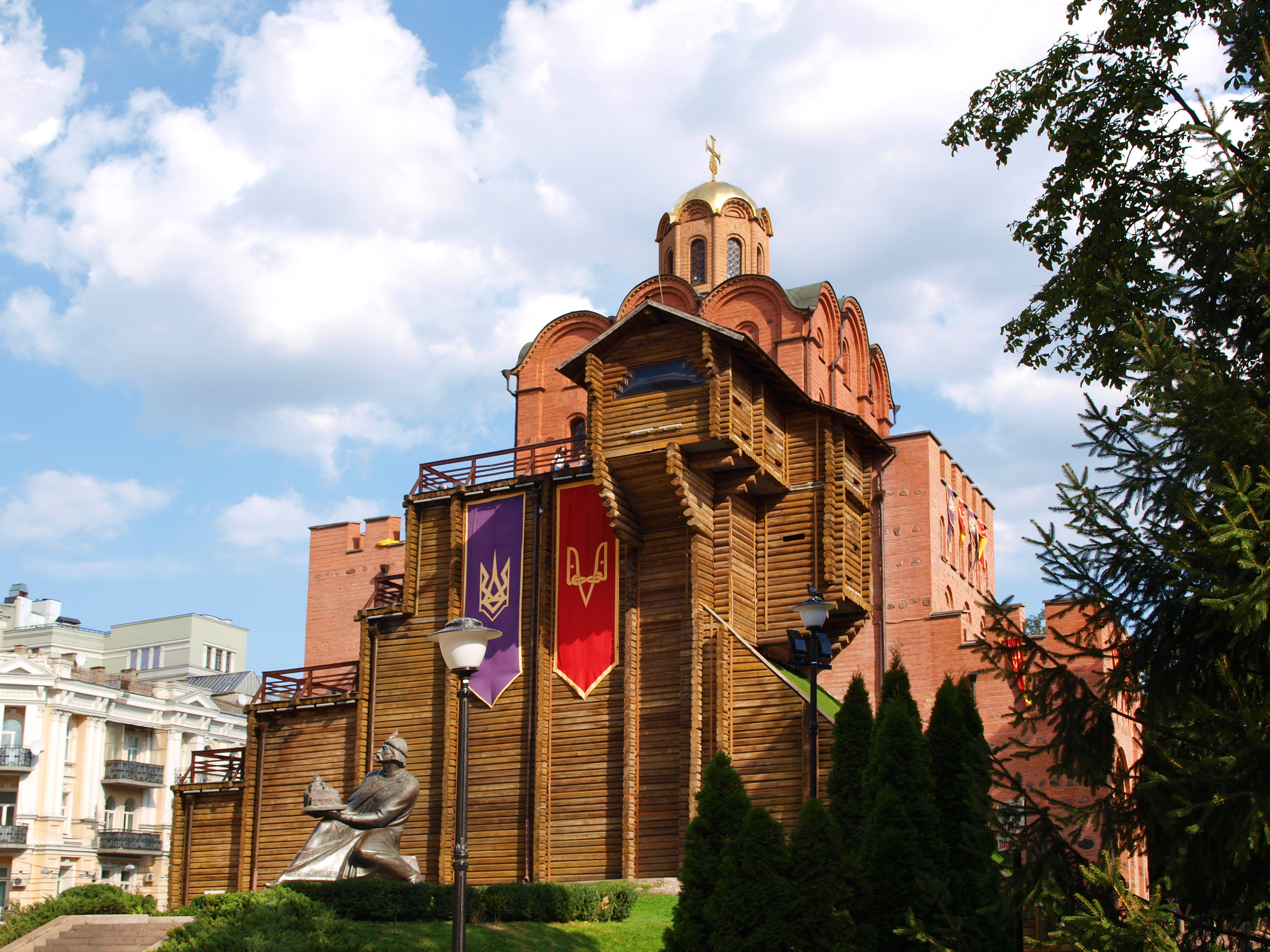
2017
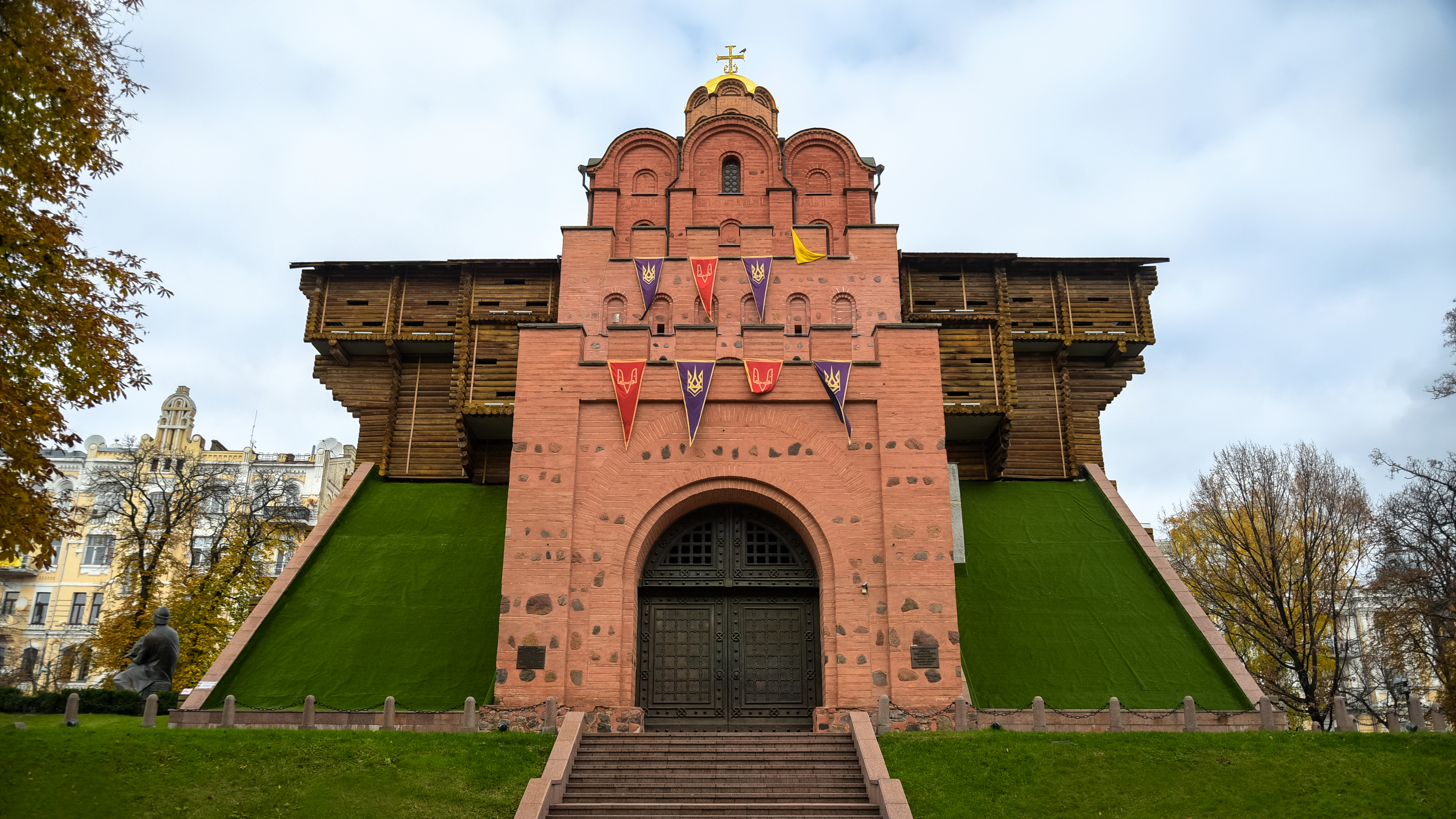
2017
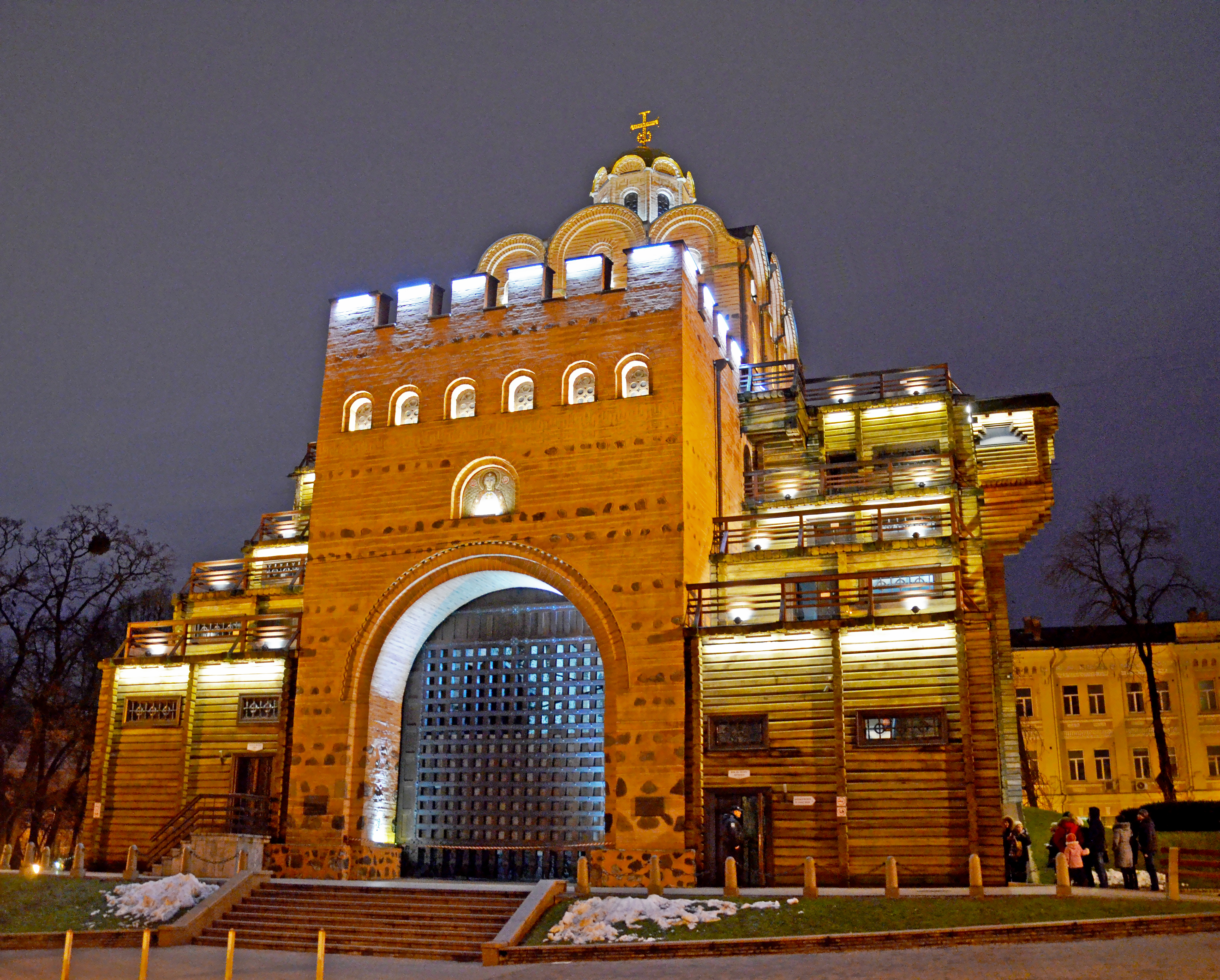
2017
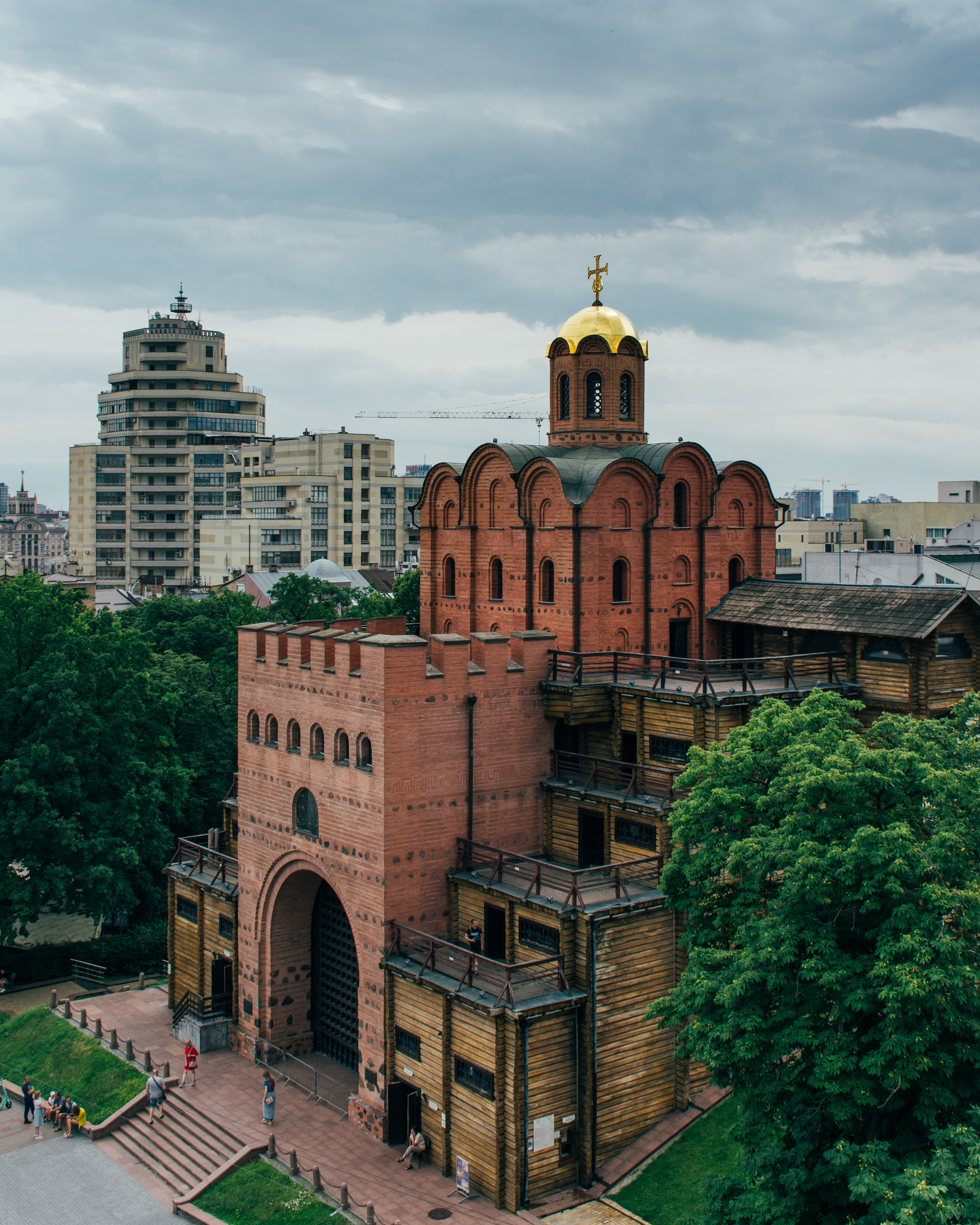
2023

## У проєкті «Шукай»
У квітні 2019 року в рамках проєкту «Шукай» в п'ятиста метрах на захід від павільйону музею, на стіні будинку 21/20 по вулиці Ярославів Вал біля кафе «Буланжері» було встановлено мініскульптуру «Золоті ворота». Скульптор Марко Галенко. Прикмета скульптурки — Потреш мене — і тобі відкриються всі двері.

## Виноски
1. 1 2 3 4 5 6 7 8 9 10 11 12 13 14 15 16 17  Православні святині Києва, 2009.
2. 1 2 3 4 5 6 7 8 9  Ивакина, 2009.
3. 1 2  Літопис руський, 1989.
4. ↑  Нікітенко, 2016. С. 694—702
5. ↑  Музеї: Золоті ворота. Архів оригіналу за 2 лютого 2021. Процитовано 23 лютого 2021.
6. ↑  Толстоухов, А. В.; Зубанов, В. О. (2008). Україна - Європа : хронологія розвитку (1000-1500) (укр.) . Київ: КВІЦ. с. 64—65. ISBN 978-966-1658-07-2.
7. ↑  Ісаєвич, 1982.
8. ↑  Історія «Золотих воріт» у Києві. Архів оригіналу за 1 лютого 2021.
9. ↑  Роман Маленков. Золоті ворота. ukrainaincognita.com. Архів оригіналу за 19 грудня 2014. Процитовано 8 червня 2015.
10. ↑  Слово про закон і благодать, 1993.
11. ↑  Никитенко, 2006.
12. ↑  Івакін, Гліб (1996). Історичний розвиток Києва XIII - середини XVI століття (історико-топографічні нариси). с. 127-128. ISBN 5-85654-047-6. Архів оригіналу за 5 вересня 2008.
13. ↑  Золоті ворота (ЕСУ), 2009.
14. ↑  Звід пам'яток історії та культури Києва, 1999, с. 78, 253.
15. ↑  Ющенко відвідав відкриття оновлених “Золотих воріт”. pravda.com.ua (укр.). Архів оригіналу за 30 вересня 2014. Процитовано 14 листопада 2023.
16. ↑  Золоті ворота. Процитовано 22 червня 2022 року.
17. ↑  Розов, 1963.